# Drusus amanaus
Drusus amanaus là một loài Trichoptera trong họ Limnephilidae. Chúng phân bố ở miền Cổ bắc.